# لورن اودان
لورن اودان (انگلیسی: Loren Avedon؛ زادهٔ ۳۰ ژوئیهٔ ۱۹۶۲) یک هنرپیشه اهل ایالات متحده آمریکا است.